# B. K. Tikader
B. K. Tikader (Benoy Krishna Tikader; geboren am 1. Juni 1928 in Joydihi, Upazila Mollahat, Distrikt Bagerhat, Division Khulna, Britisch-Indien, heute Bangladesch; gestorben am 12. August 1994 in Kalkutta) war ein indischer Arachnologe.
B. K. Tikader stammte aus ärmlichen Verhältnissen und wuchs in einem Dorf im ländlichen Bengalen auf. Dort gelang ihm nur unter großen Schwierigkeiten der Abschluss seiner Schulausbildung. Er studierte an der University of Calcutta Zoologie und war nach seinem Studienabschluss kurze Zeit als Dozent tätig.
Im September 1956 wurde er als Zoologe beim Zoological Survey of India (ZSI) angestellt, einer staatlichen Forschungsorganisation unter der Aufsicht des indischen Umweltministeriums. Tikader widmete sich intensiv der Erforschung der Spinnentiere, insbesondere der indischen Webspinnenfauna. Im Rahmen seiner Tätigkeit führte er ausgedehnte Forschungsreisen in alle Landesteile durch. 1962 wurde ihm von der University of Calcutta für seine Arbeit auf dem Gebiet der Arachnologie ein Ph.D. zuerkannt, 1969 ein Doctor of Science (Sc.D.).
Tikader nahm innerhalb des ZSI mehrere Führungsaufgaben wahr. Nach der Leitung der beiden ersten regionalen Forschungsstationen der Organisation, der North Eastern Regional Station in Shillong, Bundesstaat Meghalaya und der Western Regional Station in Pune, Maharashtra, wurde Tikader im März 1981 Leiter des Zoological Survey of India. In seine Amtszeit fiel der Neubau des 1987 fertiggestellten zehnstöckigen Hauptquartiers des ZSI in Kalkutta. Tikader gab den Anstoß für die Einrichtung des 1989 eröffneten Marine Aquarium and Research Centre in Digha, Westbengalen.
Tikader verfasste alleine oder mit Fachkollegen zahlreiche Erstbeschreibungen von Spinnen und weitere wissenschaftliche Aufsätze. Darüber hinaus verfasste er als Erstautor zwei Bände über Webspinnen und einen über Skorpione in der Reihe Fauna of India. Seine Veröffentlichungen reichten weit über sein eigentliches Fachgebiet hinaus. So verfasste er wissenschaftliche und populäre Bücher, auch in bengalischer Sprache, über zahlreiche Elemente der indischen Fauna und bezog Stellung zu Fragen des Naturschutzes.

## Dedikationsnamen (Auswahl)
Nach B. K. Tikader wurden einige neu beschriebene Tierarten benannt:
- Fische:
  - Aborichthys tikaderi Barman, 1985

- Insekten
  - Modicogryllus (Modicogryllus) tikaderi Bhowmik, 1985

- Spinnentiere:
  - Gattung Tikaderia Lehtinen 1967
  - Chorizopes tikaderi Sadana & Kaur, 1974
  - Clubiona tikaderi Majumder & Tikader, 1991
  - Drassodes tikaderi (Gajbe, 1987)
  - Eilica tikaderi Platnick, 1976
  - Hahnia tikaderi Brignoli, 1978
  - Marpissa tikaderi Biswas, 1984
  - Mimetus tikaderi Gajbe, 1992
  - Neozomus tikaderi Reddell & Cokendolpher, 1995
  - Nodocion tikaderi (Gajbe, 1992)
  - Olios tikaderi Kundu, Biswas & Raychaudhuri, 1999
  - Oxyopes tikaderi Biswas & Majumder, 1995
  - Pardosa tikaderi Arora & Monga, 1994
  - Pistius tikaderi Kumari & Mittal, 1999
  - Poecilochroa tikaderi Patel, 1989
  - Pterotricha tikaderi Gajbe, 1983
  - Scopoides tikaderi (Gajbe, 1987)
  - Storena tikaderi Patel & Reddy, 1989
  - Theridion tikaderi Patel, 1973
  - Xysticus tikaderi Bhandari & Gajbe, 2001

## Veröffentlichungen (Auswahl)
- (mit M. S. Malhotra) Fauna of India. Arachnids. Vol. 1: Spiders, Part 1: Thomisidae, Part 2: Lycosidae. Zoological Survey of India, Kalkutta 1980, Online PDF 14,1 MB
- Fauna of India. Arachnids. Vol 2: Spiders, Araneidae, Gnaphosidae. Zoological Survey of India, Kalkutta 1982, Online PDF 23,6 MB
- (mit D. B. Bastawade) Fauna of India. Arachnids. Vol. 3: Scorpions. Zoological Survey of India, Kalkutta 1983, Online PDF 29,6 MB
- Threatened Animals of India. Zoological Survey of India, Kalkutta 1983, Online PDF 20,1 MB
- Birds of Andaman & Nicobar Islands. Zoological Survey of India, Kalkutta 1984, Online PDF 12,1 MB
- (mit R. C. Sharma) Handbook Indian Testudines. Zoological Survey of India, Kalkutta 1985, Online PDF 12,8 MB
- (mit A. K. Das) Glimpses of Animal Life of Andaman & Nicobar Islands. Zoological Survey of India, Kalkutta 1985, Online PDF 8,8 MB
- Handbook Indian Spiders. Zoological Survey of India, Kalkutta 1987, Online PDF 11,5 MB
- (mit R. C. Sharma) Handbook Indian Lizards. Zoological Survey of India, Kalkutta 1992, Online PDF 12,8 MB